# Violette Verdy
Violette Verdy (Pont-l'Abbé, Finisterre, Francia, 1 de diciembre de 1933 - Bloomington, Indiana, Estados Unidos, 8 de febrero de 2016) fue una bailiarina, coreógrafa, profesora y directora francesa.
Primera directora del Ballet de la Ópera de París. Considerada una leyenda francesa del ballet clásico. Su carrera se desarrolló principalmente en Estados Unidos: formó parte del elenco del American Ballet Theatre y fue primera bailarina del New York City Ballet. Dirigió al Boston Ballet desde 1980 hasta 1984. Estuvo casada con Colin Clark desde 1961 hasta 1969. En 1991 escribió un libro para niños, De cisnes, ciruelas de azúcar y zapatillas de satén, ilustrado por Marcia Brown y reeditado en numerosas ocasiones.
Falleció en 2016 a los 82 años.